# Soběslavice
Soběslavice é uma comuna checa localizada na região de Liberec, distrito de Liberec‎.